# Abborrtjärnen (Ströms socken, Jämtland, 711983-147480)
Abborrtjärnen är en sjö i Strömsunds kommun i Jämtland och ingår i Ångermanälvens huvudavrinningsområde.